# 오도로역
오도로역(일본어: 大土呂駅, おおどろえき)은 일본 후쿠이현 후쿠이시에 있는 해피라인 후쿠이의 철도역이다.

## 역 구조
쌍단식 2면 2선 구조의 지상역으로, 예전에는 2면 3선 구조였다. 후쿠이 지역 철도부가 관리하는 무인역이다.

### 승강장
| 역사쪽 | ■ 해피라인 후쿠이선 | 쓰루가 · 마이바라 방면 |
| 반대쪽 | ■ 해피라인 후쿠이선 | 후쿠이 · 가나자와 방면 |

## 역사
- 1896년 7월 15일 - 관설철도 (뒷날의 일본국유철도) 호쿠리쿠 본선 쓰루가 역 ~ 후쿠이 역 구간의 개통과 동시에 개업.
- 1987년 4월 1일 - 민영화에 따라 서일본 여객철도의 소속이 되었다.
- 2024년 3월 16일: 호쿠리쿠 신칸센 가나자와역 ~ 쓰루가역 연장 개통에 따라, 해피라인 후쿠이로 이관됨.

## 인접역
| 해피라인 후쿠이 ■ 해피라인 후쿠이선 | 해피라인 후쿠이 ■ 해피라인 후쿠이선 | 해피라인 후쿠이 ■ 해피라인 후쿠이선 |
| ----------------------------------- | ----------------------------------- | ----------------------------------- |
| 기타사바에 쓰루가 방면              | 보통                                | 에치젠하난도 다이쇼지 방면          |